# 大石湖鎮區 (明尼蘇達州大石湖縣)
大石湖鎮區（英語：Big Stone Township）是位於美國明尼蘇達州大石湖縣的一個行政鎮區。

## 地方資料
大石湖鎮區的面積為89.10平方千米，當中陸地面積為78.40平方千米，而水域面積為10.70平方千米。根據2020年美國人口普查的數據，當地共有人口290人，而人口密度為每平方千米3.25人。